# Mickaël Madar
Mickaël Madar (* 8. Mai 1968 in Paris) ist ein ehemaliger französischer Fußballspieler und derzeitiger Spielervermittler.
Während seiner Karriere wurde er aufgrund seiner zum Teil hölzern wirkenden Spielweise oftmals belächelt. Weiters galt er als äußerst emotionaler Spieler, der unter anderem ein untypisch öffentliches Freundschaftsverhältnis mit Mentor und Trainer Luis Fernández pflegte. Während seiner Zeit bei AS Cannes und Paris Saint-Germain galt er jedoch als großer Publikumsliebling.
1996 war er Mitglied im Aufgebot Frankreichs für die Fußball-Europameisterschaft in England, kam im Verlauf des Turniers jedoch zu keinem Einsatz.

## Vereinskarriere

### Karrierebeginn
Aufgewachsen im 12. Arrondissement von Paris begann Madar seine Karriere beim heimischen Red Star. Später wechselte er zu Paris FC, wo ihm jedoch die Aufnahme in den Profikader verwehrt blieb, woraufhin er sich dem FC Sochaux anschloss.
In Folge absolvierte er von 1984 bis 1986 65 Spiele mit 21 Toren für die B-Mannschaft von Sochaux, ehe er in acht Spielen der Profimannschaft zum Einsatz kam. Nach dem Abstieg des Vereins in die Division 2 avancierte er zum erfolgreichen Joker, der in 16 Saisoneinsätzen acht Tore zum sofortigen Wiederaufstieg und Meistertitel in der Division beitragen konnte. Danach avancierte der Verein zur Überraschungsmannschaft Frankreichs und setzte sich als Aufsteiger im oberen Tabellendrittel fest. Der zuvor kurz vor dem Durchbruch stehende Madar galt als Leidtragender dieser Entwicklung, da Trainer Silvester Takač auf eine eingespielte Offensivlinie setzte und ihn für den Großteil der Saison wieder in die B-Mannschaft zurückstufte.
Zur Spielzeit 1989/90 wurde er daraufhin an Erstligaabsteiger Stade Laval verliehen, wo er an der Seite von François Omam-Biyik ein schlagkräftiges Sturmduo bildete. Der Verein verpasste jedoch als Tabellenvierter den avisierten sofortigen Wiederaufstieg, woraufhin er wieder zurück nach Sochaux wechselte. In den folgenden zwei Spielzeiten schaffte er es nicht, sich als Stammspieler zu etablieren und kam über die Rolle des Jokers nicht hinaus.

### AS Cannes
1992 wechselte er daraufhin als Wunschspieler des damaligen Trainerneulings Luis Fernández an die Côte d’Azur zum AS Cannes. Fernández vollzog beim gerade abgestiegenen Traditionsverein eine drastische Verjüngung und formte rund um die Eigenbauspieler Bernard Lambourde, Laurent Charvet und Johan Micoud eine erfolgreiche Mannschaft. Als Prunkstück der Mannschaft stellte sich jedoch das Sturmduo rund um Routinier Franck Priou und Madar heraus. Gemeinsam erzielten die beiden Stürmer 38 der insgesamt 50 Saisontore und waren Garanten für den Wiederaufstieg. In der Ligue 1 prolongierte man daraufhin den Aufwärtstrend und schaffte mit Tabellenplatz sechs einen UEFA-Cup Startplatz. Madar etablierte sich mit zehn Saisontoren erstmals auch in der höchsten Spielklasse als Torjäger und zog das Interesse von Arsène Wenger auf sich, der ihn zur Folgespielzeit zum AS Monaco holte.

### AS Monaco
Im System von Wenger, der mit Youri Djorkaeff, Sonny Anderson, Dan Petersen, Victor Ikpeba, Enzo Scifo und den damals gerade zum Profi aufgestiegenen Thierry Henry, ausschließlich spielstarke Offensivspieler im Kader hatte, nahm Madar die fehlende Rolle des klassischen Stoßstürmers ein. Dabei musste er sich abermals oftmals mit der Rolle des Jokers begnügen, der oft bei Rückstand der Mannschaft eingewechselt wurde. Insgesamt kam er in seiner ersten Spielzeit bei den Monegassen auf 23 Einsätze mit sechs Torerfolgen und erfüllte die Erwartungen. Nach dem Abschied von Wenger nach Japan zu Nagoya Grampus Eight, wurde er unter dessen Nachfolgern Jean-Luc Ettori und Gérard Banide oftmals bevorzugt als Sturmpartner von Sonny Anderson eingesetzt, absolvierte eine starke Saison und wurde mit der Nominierung für die Fußball-Europameisterschaft 1996 belohnt.

### Auslandsjahre
Nach der Europameisterschaft, bei der er ohne Einsatz blieb, holte ihn Trainer John Toshack daraufhin nach Spanien zu Deportivo La Coruña. Gleich zu Beginn seiner Zeit bei Depor, brach er sich aufgrund eines schweren Fouls des damaligen Sporting-Gijón-Defensivspielers Yuri Nikiforov sein rechtes Bein und fiel über vier Monate aus. Nach seiner Rückkehr präsentierte er sich stark außer Form und erzielte in insgesamt 17 Ligaeinsätzen lediglich drei Saisontore. In der Folgesaison kam es zu einer handgreiflichen Auseinandersetzung zwischen Madar und Leistungsträger Mauro Silva, in dessen Folge der Stürmer beim damaligen brasilianischen Trainer Carlos Alberto Silva in Ungnade fiel. Nach sieben Einsätzen mit drei Torerfolgen wurde er daraufhin nicht mehr eingesetzt und gezwungenermaßen ablösefrei nach England an den FC Everton abgegeben.
In Liverpool startete er mit einem Tor bei seinem Debüt gegen Crystal Palace fulminant in die Saison, zeigte daraufhin aber einen deutlichen Fitnessrückstand und hatte auch mit der Umgewöhnung an den neuen Spielstil in der Premier League zu kämpfen. Trotzdem setzte der Trainer Howard Kendall überraschend auf eine Stürmerformation mit Duncan Ferguson, die aufgrund der ähnlichen Spielertypen für eine statische Offensive der Toffees sorgte. Nach einem verhältnismäßig starken Halbjahr mit sechs Toren in 17 Spielen fiel er nach dem Trainerwechsel zu Walter Smith, der neben Ferguson den Altstar Kevin Campbell und den damals aufstrebenden Eigenbauspieler Francis Jeffers forcierte. Da vor allem Ferguson in einer starken Formkrise steckte und kaum ein Tor erzielen konnte, forderte Madar über die Medien seine Einsatzchance, woraufhin er sich endgültig ins Abseits manövrierte. In der Winterübertrittszeit gab ihn Everton daraufhin ablösefrei an seinen Wunschverein Paris Saint-Germain in seine Heimatstadt ab.

### PSG
Beim stark in der Krise befindlichen PSG wurde er in der Folge von den Fans als eine Art Heilsbringer empfangen. Zuvor hatte er bereits mehrmals öffentlich seine große Affinität für den Verein bekundet, wodurch er noch vor seinem ersten Spiel zum Publikumsliebling avancierte. In Folge musste er sich unter Trainer Philippe Bergeroo jedoch zumeist mit der „Joker-Rolle“ begnügen, da dieser, nachdem Madar in seinen ersten vier Einsätzen lediglich einen Treffer erzielen konnte, das Sturmduo Bruno Rodriguez/Marco Simone favorisierte.
Zu Beginn der Spielzeit 1999/00 bildete er begünstigt durch den Wechsel von Simone zum AS Monaco mit dem Brasilianer Christian die Stammformation im Sturm der Pariser. Als Profiteur guter Vorlagen der formstarken Mittelfeldspieler Ali Benarbia, Jay-Jay Okocha und Laurent Robert, zeigte er daraufhin starke Leistungen und erfüllte erstmals die Erwartungen. Nach einer Verletzung zu Beginn der Rückrunde verlor er seinen Platz an Laurent Leroy, der in seiner Abwesenheit unter anderem einen Hattrick gegen den RC Lens erzielen konnte. Gefrustet über sein abermaliges Reservistendasein bat er daraufhin um die Freigabe.
Zur Folgespielzeit stand er kurz vor einem Wechsel zu Racing Straßburg, ehe Bergeroo im Herbst entlassen wurde und durch Madars Mentor Luis Fernández ersetzt wurde. Da die freundschaftliche Beziehung zwischen Spieler und Trainer in der französischen Öffentlichkeit bekannt war, setzte ihn Fernández in der Hinrunde aufgrund seiner fehlenden Spielpraxis nicht mehr ein, verlängerte jedoch seinen zum Winter auslaufenden Vertrag um ein weiteres halbes Jahr. Der Verein hatte in der Zwischenzeit für eine horrende Ablösesumme Nicolas Anelka zurückgeholt, an dem für Madar kein vorbeikommen war. Er fand sich in der Stürmerhierarchie lediglich an vierter Position wieder und kam nur mehr auf drei Saisoneinsätze mit einem Torerfolg. Am Saisonende wurde sein Vertrag nicht mehr verlängert, was in der Öffentlichkeit zu einer Diskussion über einen vermeintlichen Bruch zwischen Fernández und Madar führte.

### Abrupter Rücktritt
In Folge wechselte er zum Dank an den früheren Cannes-Präsidenten Alain Pedretti, der ihn einst aus Sochaux geholt hatte, zu dessen damaligen Verein US Créteil in die Ligue 2. Madar präsentierte sich in der zweiten Spielklasse jedoch oft lustlos und zog sich bald den Zorn der Fans zu, die hohe Erwartungen in seine Verpflichtung gesetzt hatten. Nach einer roten Karte im Auswärtsspiel gegen AS Beauvais beendete er überraschend mitten unter der Saison seine Karriere. Einige Jahre später bedauerte er seinen überstürzten Abgang aus dem Profigeschäft.

## Nationalmannschaft
Nachdem er bereits in der französischen U-23- und B-Nationalmannschaft aktiv gewesen war, feierte er nach starken Leistungen beim AS Monaco am 11. Oktober 1995 beim 1:3-Auswärtssieg gegen Rumänien in der Qualifikation zur Europameisterschaft 1996 sein Debüt in der Équipe Tricolore.
Daraufhin folgte ein weiteres Qualifikationsspiel gegen Israel, ehe er es kurz vor der Endrunde, durch einen Torerfolg im Vorbereitungsspiel gegen Armenien, überraschend den Sprung in den endgültigen Kader Frankreichs für die Europameisterschaft schaffte.
Frankreich schaffte es im Verlauf der Europameisterschaft bis ins Halbfinale, wo man jedoch im Elfmeterschießen Tschechien unterlag. Madar, im Kader hinter Patrice Loko, Christophe Dugarry und Youri Djorkaeff lediglich Stürmer Nummer vier, blieb jedoch gemeinsam mit Frank Lebœuf und Corentin Martins als einzige Feldspieler ohne Einsatzminute.
Nach der Endrunde wurde er von Nationaltrainer Aimé Jacquet und dessen Nachfolger Roger Lemerre nicht mehr berücksichtigt.

## Nach der aktiven Karriere
Nach seinem Karriereende ließ er sich in Antibes, Juan-les-Pins an der Côte d’Azur nieder, wo er zwei Bekleidungsgeschäfte und ein Restaurant betrieb. Simultan dazu trieb er seine Trainerausbildung voran und organisierte Kinder-Fußballcamps in der Region. Seit dem Frühjahr 2010 forcierte er seine Rückkehr ins Profigeschäft und ist seither auch als Spielervermittler tätig. Im Sommer 2015 stellte sein alter Verein AS Cannes, der nach zwei Zwangsabstiegen (2011 und 2014) gerade in die sechste Liga aufgestiegen war, Madar als Cheftrainer ein.

## Erfolge

### Verein
- 1 × Französischer Vizemeister: 2000
- 1 × Meister Division 2: 1988
- 1 × Französischer Pokalfinalist: 1988
- 1 × Französischer Ligapokalfinalist: 2000
- 1 × UI-Cupsieger: 2001

### Nationalmannschaft
Teilnahme:
- Fußball-Europameisterschaft 1996